# Issa Serge Coelo
Issa Serge Coelo est un réalisateur tchadien né en 1967.

## Biographie
Issa Serge Coelo nait en 1967, il a fait sa scolarité à N'Djaména et à Bamako. Puis il vient à Paris étudier l'histoire à l'Université Paris I Tolbiac. Il change ensuite d'orientation et fait une maîtrise de cinéma à l'école supérieure de réalisation audiovisuelle. Après ses études, il travaille d'abord comme cadreur puis se dirige vers la réalisation. 

Son premier court-métrage de fiction, Un taxi pour Aouzou, est réalisé en 1994 au moment de la libération de la bande d'Aouzou. Le cinéaste brosse un portrait de N'Djaména, la capitale du Tchad, meurtrie par des années de guerre civile. Il réalise son premier long métrage en 2001, Daresalam. Dans ce film, Issa Serge Coelo évoque l'histoire de deux frères pendant la guerre du Tchad.

Parallèlement à sa carrière de réalisateur, Issa Serge Coelo a produit plusieurs films de cinéastes africains avec sa société, Parenthèse Films : "Nous ne sommes plus morts" de François Woukoache, "Bouzié" de Jacques Trabi et "Little John" de Cheick Fantamady Camara. Issa Serge Coelo a réalisé plus d'une dizaine d’œuvres (documentaires et fictions). Il a été plusieurs fois juré dans des festivals internationaux, il est membre de la Guilde Africaine et des producteurs africains et de l'Académie des arts et techniques du Cinéma Français. Il est le directeur depuis 2011 du cinéma Le Normandie, une salle de 600 places, construit en 1949, qui reste l'unique salle de cinéma du Tchad.

## Filmographie
- 1994 : Un taxi pour Aouzou, docufiction, 22 min, 35 mm, couleur
- 1995 : Dans les sables de Bourème, documentaire, 26 min, vidéo, couleur
- 1998 : L'auberge du Sahel, documentaire, 52 min, vidéo, couleur
- 2000 : Daresalam
- 2003 : Maiguida, documentaire coréalisé avec Claude Arditi, 52 min, vidéo, couleur
- 2006 : Tartina City, docufiction, 88 min, 35 mm, couleur, en compétition au FESPACO 2007
- 2008 : Ndjamena City, long-métrage